# 铁道少女project
《天朝铁道少女》，又名《铁道少女project》，是由中国大陆同人社团“北方铁道萌化部”创作的铁道拟人化作品系列。亦改編成電子遊戲《铁道少女：梦想轨迹》，在2021年4月28日發售。

## 历史
“北方铁道萌化部”于2011年开始组建，最初只为制作SOSG论坛“SOS姬”相关周边产品，后因论坛人气降低才开始设计铁道少女系列。
2011年4月11日，第一个角色“西园寺铃”（后又名“许铃”）出现。该角色以作者当时最喜爱的和谐号CRH3C型、CRH380B型电力动车组为原型创作，偶尔对外发布一些电脑壁纸，其中姓氏“西园寺”来源于CRH3的海外合作厂商西门子铁路系统。
2013年3月1日，在第二届“车迷有约走进南车”活动上，中国南车集团收下一张贺图，图中绘有和谐号CRH6型电力动车组的拟人化角色“祁芸萱”。铁道拟人化随后得到南车宣传部门支持。
2013年11月23日，第一部设定集《天朝铁道少女：动车组篇》在上海ComiCup同人展首发，后于2014年3月制作日语版，题为《中华铁道少女：CRH篇》（中華鉄道少女：CRH篇）。此后几年亦陆续有制作《南车篇》《北车篇》《旅客列车篇》等设定集，以及抱枕等周边产品，参加在汉字文化圈地区举行的展会。
2015年，先后发行Cosplay写真集《铁道少女之旅：AZA in 青岛》，画集《天朝铁道少女 FANBOOK 01》和四格漫画《天朝铁道少女们的日常》。
2017年3月29日，制作方以「铁道少女project」名义开启为期2个月的《铁道少女图鉴》和《天朝铁道少女：角色追加1》新刊出版众筹，10日后便达成10万元人民币的目标。截至众筹完成时，已筹得资金265,069.99人民币元。

## 铁路局宣传
南宁铁路局多次使用该系列角色进行宣传。2014年12月26日南广铁路开通时，该局曾与创作社团合作，在南宁站和首发动车上策划铁道少女Cosplay活动，取得较大反响。2016年12月28日，南昆客运专线全线通车，南宁东站内举办的仪式上出现Cosplay舞蹈表演。这些活动也使南宁铁路局被调侃为“二次元局”。